# Fridtjovbreen
Fridtjovbreen est un glacier de 30 km2 situé au Spitzberg, au Svalbard. C'est un glacier d'environ 10 km de long qui s'étend depuis le glacier Grønfjordbreen dans le nord et se jette dans la baie de Fridtjovhamna dans le fjord Van Mijenfjorden au sud-ouest de la terre de Nordenskiöld. Ce glacier est le plus important de la terre de Nordenskiöld. La partie sud de glacier est incluse dans le parc national de Nordenskiöld Land.
Le glacier est situé dans une zone de faille bordée de montagnes : Sefströmkammen (547 m) à l'est et Ytterdalsegga (736 m) à l'ouest.
Le glacier est nommé d'après la chaloupe Fridtiof de Hammerfest, qui a été utilisée lors de l'expédition Torellek en 1885.